# 75. pehotna brigada (ZDA)
75. pehotna brigada (izvirno angleško 75th Infantry Brigade) je bila pehotna brigada Kopenske vojske Združenih držav Amerike.